# Licata Calcio
Maillots
L’Associazione Sportiva Dilettantistica Licata Calcio est un club italien de football fondé en 1931. Il est basé dans la commune de Licata, dans la province d'Agrigente, en Sicile et évolue actuellement en Serie D (groupe I). 

## Historique
Ce club participe à deux reprises à la Serie B, la dernière fois lors de la saison 1989/1990. 
Zdeněk Zeman commence sa carrière d'entraîneur à Licata, de 1983 jusqu'en 1986, obtenant lors de la saison 1985-1986, le titre de champion de Serie C2. 
En 1988-1989, pour sa première apparition en Serie B, le club entrainé alors par Giuseppe Papadopulo; puis par Francesco Scorsa, finit à une honorable 9e place, ayant notamment dans ses rangs, le buteur Francesco La Rosa, le milieu de terrain Walter Mazzarri ou encore le très prometteur gardien Massimo Taibi.

## Dates-clés
- 1931:           Création du Licata Associazione Calcio.
- 1981-1982 : 1° (groupe M) du Championnat Interrégional. Promotion en Serie C2
- 1984-1985 : 1°(groupe D) de Serie C2. Promotion en Serie C1
- 1987-1988 : 1°(groupe B) de Serie C1. Promotion en Serie B

## Palmarès
| * 1 championnat interrégional : 1981-1982 |
| * 1 championnat de Serie C2 : 1983-1984   |
| * 1 championnat de Serie C1 : 1987-1988   |

## Staff technique
| Entraîneur :            | Giovanni Campanella |
| Entraîneur adjoint :    | Pietro Catalano     |
| Préparateur physique :  | Giacomo Tollini     |
| Entraîneur des jeunes : | Gaetano Cordaro     |

## Personnalités du club

### Anciens joueurs
- Walter Mazzarri
- Marco Giampaolo
- Massimo Taibi

### Anciens entraîneurs
- Zdeněk Zeman
- Giuseppe Papadopulo

## Rivalités et jumelages

### Clubs rivaux
- Akragas
- Enna
- Acireale
- Syracuse
- Messine

### Clubs amis
- Raguse
- Caltanissetta
- Acri
- Trapani
- Foggia